# Ralph Roister Doister
 (août 2023).
La mise en forme du texte ne suit pas les recommandations de Wikipédia : il faut le « wikifier ».
Les points d'amélioration suivants sont les cas les plus fréquents. Le détail des points à revoir est peut-être précisé sur la page de discussion.
- Les titres sont pré-formatés par le logiciel. Ils ne sont ni en capitales, ni en gras.
- Le texte ne doit pas être écrit en capitales (les noms de famille non plus), ni en gras, ni en italique, ni en « petit »…
- Le gras n'est utilisé que pour surligner le titre de l'article dans l'introduction, une seule fois.
- L'italique est rarement utilisé : mots en langue étrangère, titres d'œuvres, noms de bateaux, etc.
- Les citations ne sont pas en italique mais en corps de texte normal. Elles sont entourées par des guillemets français : « et ».
- Les listes à puces sont à éviter, des paragraphes rédigés étant largement préférés. Les tableaux sont à réserver à la présentation de données structurées (résultats, etc.).
- Les appels de note de bas de page (petits chiffres en exposant, introduits par l'outil «  Source ») sont à placer entre la fin de phrase et le point final[comme ça].
- Les liens internes (vers d'autres articles de Wikipédia) sont à choisir avec parcimonie. Créez des liens vers des articles approfondissant le sujet. Les termes génériques sans rapport avec le sujet sont à éviter, ainsi que les répétitions de liens vers un même terme.
- Les liens externes sont à placer uniquement dans une section « Liens externes », à la fin de l'article. Ces liens sont à choisir avec parcimonie suivant les règles définies. Si un lien sert de source à l'article, son insertion dans le texte est à faire par les notes de bas de page.
- La présentation des références doit suivre les conventions bibliographiques. Il est recommandé d'utiliser les modèles {{Ouvrage}}, {{Chapitre}}, {{Article}}, {{Lien web}} et/ou {{Bibliographie}}. Le mode d'édition visuel peut mettre en forme automatiquement les références.
- Insérer une infobox (cadre d'informations à droite) n'est pas obligatoire pour parachever la mise en page.

Pour une aide détaillée, merci de consulter Aide:Wikification.
Si vous pensez que ces points ont été résolus, vous pouvez retirer ce bandeau et améliorer la mise en forme d'un autre article.
Ralph Roister Doister est une pièce de théâtre du XVIe siècle de Nicholas Udall, autrefois considérée comme la première comédie écrite en langue anglaise.
La date de son écriture est contestée, mais l'essentiel des opinions suggère qu'elle a été écrite vers 1552, alors qu'Udall était maître d'école à Londres, et certains émettent l'hypothèse que la pièce était destinée à être jouée en public par ses élèves, qui étaient tous des hommes, comme étaient la plupart des acteurs de cette période. L'ouvrage ne fut publié qu'en 1567, soit 11 ans après la mort de son auteur.

## Sources
Roister Doister semble s'être inspiré des œuvres de Plaute et Terence. Le personnage principal est une variation de l'archétype de l'Alazon, mais avec l'innovation d'un tentateur parasite qui découle de la tradition du jeu moral. En combinant les structures, les conventions et les styles des anciennes comédies grecques et romaines avec les traditions théâtrales et les types sociaux anglais (en particulier les classes moyennes anglaises relativement nouvelles et en plein essor), Udall a pu établir une nouvelle forme de comédie anglaise, menant directement à Shakespeare et au-delà. La pièce mélange les éléments d'intrigue et les personnages courants du théâtre grec et romain antique avec ceux de la littérature chevaleresque et du théâtre médiéval anglais.

## Intrigue
La pièce est écrite en cinq actes. L'intrigue de la pièce est centrée sur une riche veuve, Christian Custance, fiancée à Gawyn Goodluck, un marchand. Ralph Roister Doister est encouragé tout au long par un escroc (Matthew Merrygreeke) à courtiser Christian Custance, mais ses tentatives pompeuses ne réussissent pas. Ralph essaie alors avec ses amis et serviteurs (à la demande de Merrygreek) de s'introduire par effraction et de prendre Christian Custance par la force, mais ils sont vaincus par ses servantes et s'enfuient. Le marchand Gawyn arrive peu après et la pièce se termine joyeusement par une réconciliation, une prière et un chant.

## Personnages
- Ralph Roister
- Mathew Merygreeke
- Gawyn Goodluck, fiancé à Dame Custance
- Tristram Trustie, son ami
- Dobinet Doughtie, serviteur de Roister Doister
- Tom Trupenie, serviteur de Dame Custance
- Sym Suresby, serviteur de Goodluck
- Scrivener
- Harpax, serviteur de Roister Doister
- Dame Christian Custance, veuve
- Margerie Mumblecrust, son infirmière
- Tibet Talkapace, sa servante
- Annot Alyface, sa servante

## Performances
Des lectures et des mises en scène de la pièce ont eu lieu tout au long du XXe siècle, notamment une production de 1910 par la Philolexian Society de l'Université de Columbia et une présentation en 1953 par des étudiants de l'Université d'Oxford au festival d'Édimbourg. Trois adaptations de la pièce sont apparues dans les années 1930, 1960 et 1980.

## Sources
- Chislett, William, Jr.1914. "Les sources de Ralph Roister Doister ." Notes de langue moderne 29 :6 (juin) : 166-167.
- Hartley, Antoine. 1954. Section Spectator Performing Arts, 3 septembre 1954 : 10. Web.
- Hinton, James. 1913. "La source de Ralph Roister Doister ." Philologie moderne 11 :2 (octobre) : 273-278.
- Norland, Howard B. 1995. Drame au début de la Grande-Bretagne Tudor, 1485-1558. Lincoln : Presses de l'Université du Nebraska.
- O'Brien, Angela. 2004. Ralph Roister Doister : La première comédie anglaise régulière.
- Partridge, Matthieu. 2015. "Critique : Ralph Roister Doister ." Chèvre distante, 25 février 2015. La toile. Critique: Ralph Roister Doister ****
- Plumstead, automne-hiver 1963. "Parodie satirique dans Roister Doister : une réinterprétation." Études de philologie 60 : 2 (avril) : 141-154.
- Wickham, Glynne, éd. 1976. Interludes moraux anglais. Londres : Dent. (ISBN 0-874-71766-3).
- Wickham, Glynne. 1981. Premières étapes anglaises : 1300-1660. Vol. 3. Londres : Routledge. (ISBN 0-710-00218-1).